# Silvia Chivás
Silvia Chivás Baró (née le 10 septembre 1954 dans la ville de Guantánamo) est une athlète cubaine spécialiste du 100 mètres, du 200 mètres et du relais 4 × 100 mètres. Mesurant 1,57 m pour 58 kg, Silvia Chivás est septuple championne d'Amérique centrale et des Caraïbes, titres récoltés entre 1971 et 1977 avec 2 médailles d'argent en prime. En outre, elle remporte deux médailles de bronze aux Jeux de Munich et 4 quatre, deux de bronze et deux d'argent aux Jeux panaméricains.

## Carrière

### Palmarès
| Date | Compétition                | Lieu             | Résultat | Épreuve    | Performance |
| ---- | -------------------------- | ---------------- | -------- | ---------- | ----------- |
| 1971 | Jeux panaméricains         | Santiago de Cali | 3e       | 100 mètres | 11 s 47     |
| 1971 | Jeux panaméricains         | Santiago de Cali | 4e       | 200 mètres | 23 s 95     |
| 1971 | Jeux panaméricains         | Santiago de Cali | 2e       | 4 × 100 m  | 45 s 01     |
| 1971 | Championnats CAC           | Kingston         | 2e       | 100 mètres | 11 s 6      |
| 1971 | Championnats CAC           | Kingston         | 2e       | 200 mètres | 23 s 9      |
| 1971 | Championnats CAC           | Kingston         | 1re      | 4 × 100 m  | 45 s 4      |
| 1972 | Jeux olympiques d'été      | Munich           | 3e       | 100 mètres | 11 s 24     |
| 1972 | Jeux olympiques d'été      | Munich           | 3e       | 4 × 100 m  | 43 s 36     |
| 1973 | Championnats CAC           | Maracaibo        | 1re      | 100 mètres | 11 s 4      |
| 1973 | Championnats CAC           | Maracaibo        | 1re      | 200 mètres | 23 s 5      |
| 1973 | Championnats CAC           | Maracaibo        | 1re      | 4 × 100 m  | 45 s 9      |
| 1975 | Jeux panaméricains         | Mexico           | 4e       | 100 mètres | 11 s 45     |
| 1975 | Jeux panaméricains         | Mexico           | 5e       | 200 mètres | 23 s 33     |
| 1975 | Jeux panaméricains         | Mexico           | 2e       | 4 × 100 m  | 43 s 65     |
| 1977 | Championnats CAC           | Ponce            | 1er      | 100 mètres | 11 s 53     |
| 1977 | Championnats CAC           | Ponce            | 1er      | 200 mètres | 23 s 82     |
| 1977 | Championnats CAC           | Ponce            | 1er      | 4 × 100 m  | 45 s 51     |
| 1977 | Universiade d'été          | Sofia            | 3e       | 100 mètres | 11 s 23     |
| 1977 | Universiade d'été          | Sofia            | 1er      | 200 mètres | 23 s 08     |
| 1977 | Coupe du monde des nations | Düsseldorf       | 3e       | 100 mètres | 11 s 34     |
| 1977 | Coupe du monde des nations | Düsseldorf       | 5e       | 200 mètres | 23 s 45     |
| 1979 | Jeux panaméricains         | San Juan         | 4e       | 100 mètres | 11 s 48     |
| 1979 | Jeux panaméricains         | San Juan         | 7e       | 200 mètres | 23 s 79     |
| 1979 | Jeux panaméricains         | San Juan         | 3e       | 4 × 100 m  | 46 s 26     |

### Records
| Épreuve    | Performance | Lieu        | Date         |
| ---------- | ----------- | ----------- | ------------ |
| 100 mètres | 11 s 16     | Sofia       | 20 août 1977 |
| 200 mètres | 22 s 86     | Guadalajara | 10 août 1977 |